# Royaume de Warri

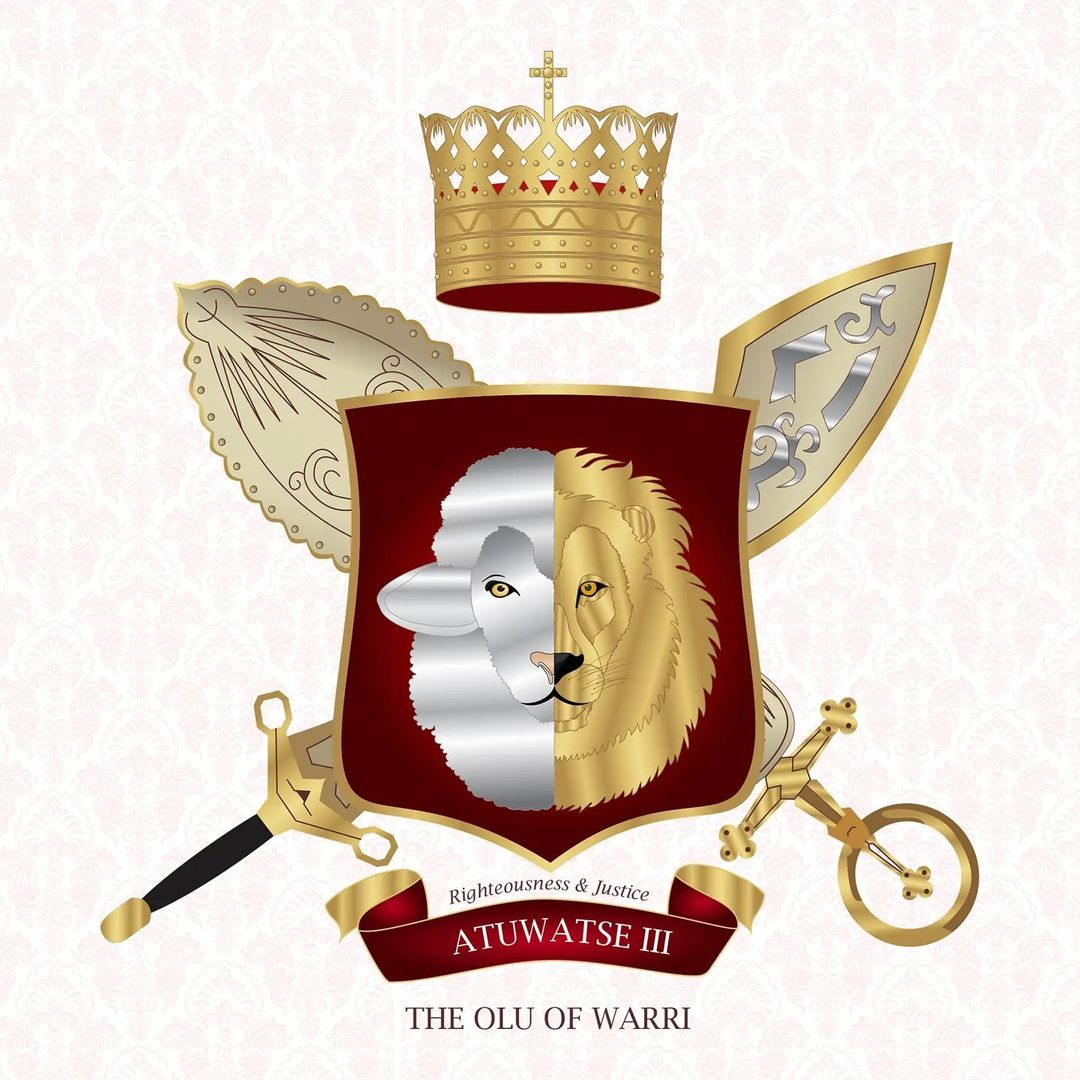
Blason du Royaume de Warri.

Le Royaume de Warri, de Ouares ou d'Overry, (Itsekiri : Oye Iwere) a été créé en 1480 et fait partie des États traditionnels nigérians ancestralement basés à Ode-Itsekiri, Warri Sud, État du Delta, Nigeria. Un palais a été érigé dans les années 1950 dans la ville multiethnique de Warri.
L'actuel Olu (chef) de Warri est Ogiame Atuwatse III, qui a été couronné le 21 août 2021.

## Histoire
Selon les histoires orales Bini et Itsekiri, Olu Ginuwa, un prince du Royaume du Bénin a fondé le Royaume de Warri vers 1480. Au XVe siècle, des missionnaires portugais traversent le pays. Au début du XVIIe siècle, l'un des fils du Olu est envoyé au Portugal et revient avec une épouse portugaise. Leur fils, Antonio Domingo, devient Olu de Warri dans les années 1640. Olu Erejuwa, qui a régné d'environ 1720 à 1800, étend l'influence politique et commerciale du royaume en utilisant l'influence portugaise afin de garantir leur indépendance et établir une zone de contrôle plus large.
Plus tard, Warri devient un comptoir commercial pour les marchands d'esclaves portugais et hollandais. Warri devient une ville portuaire plus importante à la fin du XIXe siècle en développant le commerce de l'huile de palme et d'autres produits majeurs tels que le caoutchouc, le cacao, les arachides, les cuirs et les peaux. Warri a été établi comme quartier général provincial par les Britanniques au début du XXe siècle.

### Taille du Royaume de Warri
Dans l'ouvrage de Jean-François Landolphe publié à partir de son journal, il décrit la taille du Royaume de Warri : « Le souverain de cet état possède non seulement les deux rives du fleuve Bénin mais aussi tous les fleuves de ces parties jusqu'aux affluents du Calabar ou en sont proches. »

### Militaire
En 1656, l'équipement de l'armée de Warri était dominé par les flèches et les javelots avec l'utilisation de quelques mousquets. Au siècle suivant, les forces de Warri se sont habituées aux armes à feu. À la fin du XVIIIe siècle, les navires de guerre sont équipés de voiles simples et peuvent transporter environ 100 personnes. Selon l'historien Thornton, la marine de Warri n'était pas familière avec le virement de bord. Des boucliers ont été construits sur les navires pour assurer la protection du personnel. 

## Crise de Warri
La crise de Warri est une série de conflits dans l'État du Delta, au Nigeria, entre 1997 et 2003 entre les groupes ethniques Itsekiri, Ijaw et Urhobo. Plus de 200 000 personnes ont été déplacées par le conflit de Warri entre 1999 et 2006. Plus de 700 000 personnes ont été déplacées pendant cette période par la violence dans l'État du Delta en général. 
Le conflit a éclaté à la suite d'une décision gouvernementale qui a changé l'emplacement du Conseil du gouvernement local (LGA) de Warri Sud-Ouest à la communauté Itsekeri d'Ogidigben de la ville Ijaw d'Ogbe Ijoh. Le siège du Conseil a finalement été rendu à Ogbe Ijoh, qui a restauré une paix fragile en 2005. La crise de Warri fait partie d'un conflit plus large sur le pétrole dans le delta du Niger. 

## Rois de Warri, depuis 1480
Le Royaume de Warri est resté majoritairement chrétien depuis le couronnement de son premier roi chrétien / Olu Atorongboye également connu sous le nom de roi Sébastien Ier en 1570, moins d'un siècle après la fondation du royaume d'Iwere.